# Fengqiu

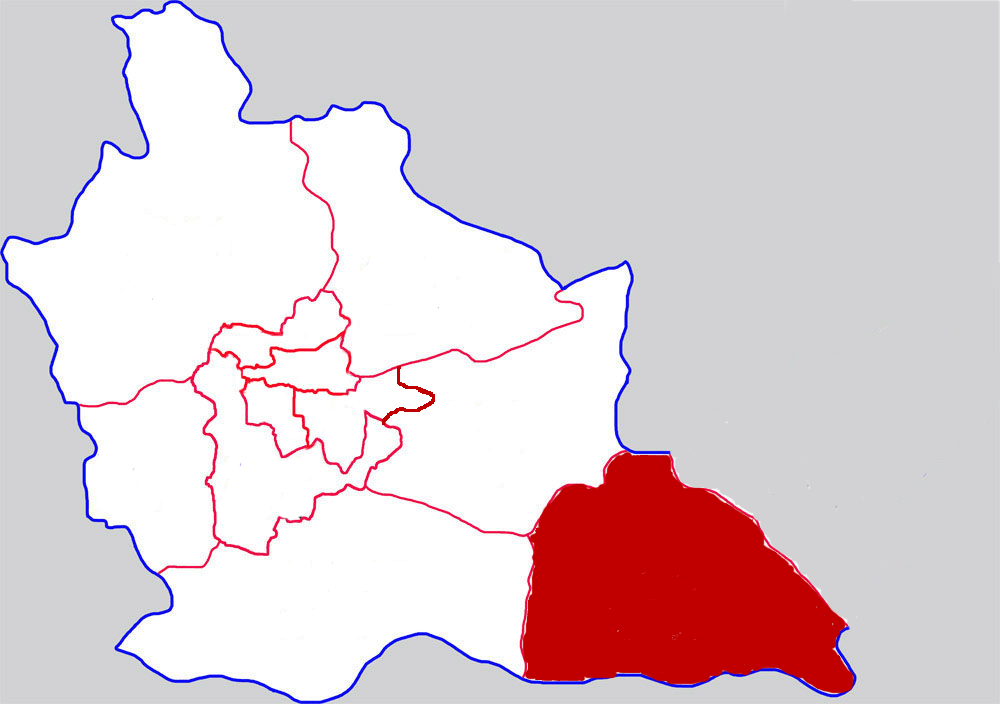
Lage des Kreises Fengqiu in der Stadt Xinxiang, Henan, China.

Der Kreis Fengqiu (chinesisch 封丘县, Pinyin Fēngqiū Xiàn) gehört zum Verwaltungsgebiet der bezirksfreien Stadt Xinxiang in der zentralchinesischen Provinz Henan. Fengqiu hat eine Fläche von 1.202 km² und zählt 717.100 Einwohner (Stand: Ende 2018).